# Conospermum microflorum
Conospermum microflorum (лат.) — кустарник, вид рода Коноспермум (Conospermum) семейства Протейные (Proteaceae), эндемик Западной Австралии.

## Ботаническое описание
Conospermum microflorum — округлый кустарник высотой 1-2 м. Листья нитевидные, круглые, 2,5-17 см длиной, 0,4-1 мм шириной, гладкие; вершина коричневая, острая. Соцветие — метёлка из удлинённых колосьев; цветоносный побег 19-32 см длиной, опушённый; прицветники яйцевидной формы, длиной 1,3-2,5 мм, шириной 2-3 мм, густо опушённые. Околоцветник бело- или кремовый войлочный; верхняя губа яйцевидной формы, длиной 1,5-2,2 мм, шириной 0,8-1,2 мм, с коричневой вершиной; нижняя губа объединена на 1-1,5 мм. Цветёт в сентябре-октябре. Плод — орех длиной 2-3 мм, 1,6 мм шириной, оранжево-коричневый опушённый; волоски по окружности длиной 1,5-1,8 мм, кремово-оранжевые; центральный пучок 1,8-2 мм длиной, бледно-оранжевый.

## Таксономия
Вид был официально описан в 1995 году австралийским ботаником Элеанорой Мерион Беннет во Flora of Australia по образцу, собранному ей в 1985 году к северу от Джералдтона в Западной Австралии.

## Распространение и местообитание
C. microflorum — эндемик Западной Австралии. Встречается на равнинах вдоль западного побережья в округах Гаскойн и Средне-Западный Западной Австралии, где растёт на песчаных почвах.

## Экология
Промежуточные формы между C. microflorum и C. stoechadis можно увидеть в Калбарри, где их ареалы частично совпадают.